# Argentyna na Zimowych Igrzyskach Olimpijskich 1984
Argentynę na Zimowych Igrzyskach Olimpijskich 1984 reprezentowało 18 sportowców w trzech dyscyplinach. Nie zdobyli oni żadnego medalu.

## Biathlon

### Mężczyźni
| Konkurencja     | Zawodnik         | Pudła | Czas    | Miejsce |
| --------------- | ---------------- | ----- | ------- | ------- |
| Sprint na 10 km | Víctor Figueroa  | 5     | 41:04.2 | 61      |
| Sprint na 10 km | Luis Ríos        | 4     | 40:36.5 | 60      |
| Sprint na 10 km | Osccar di Lovera | 3     | 40:25.7 | 59      |

| Konkurencja                | Zawodnik        | Czas      | Kary | Skorygowany czas | Miejsce |
| -------------------------- | --------------- | --------- | ---- | ---------------- | ------- |
| Bieg indywidualny na 20 km | Luis Ríos       | 1'32:17.9 | 10   | 1'42:17.9        | 58      |
| Bieg indywidualny na 20 km | Víctor Figueroa | 1'27:02.3 | 7    | 1'34:02.3        | 55      |

## Biegi narciarskie

### Mężczyźni
| Konkurencja                     | Zawodnik             | Wyścig    | Wyścig  |
| Konkurencja                     | Zawodnik             | Czas      | Miejsce |
| ------------------------------- | -------------------- | --------- | ------- |
| Bieg na 15 km stylem klasycznym | Martín Pearson       | 54:50.0   | 76      |
| Bieg na 15 km stylem klasycznym | Ricardo Holler       | 54:34.6   | 75      |
| Bieg na 15 km stylem klasycznym | Julio Moreschi       | 52:19.1   | 73      |
| Bieg na 15 km stylem klasycznym | Norberto von Baumann | 52:08.9   | 72      |
| Bieg na 30 km stylem klasycznym | Alejandro Baratta    | 2'09:33.1 | 68      |
| Bieg na 30 km stylem klasycznym | Ricardo Holler       | 2'02:00.4 | 67      |
| Bieg na 50 km stylem klasycznym | Ricardo Holler       | 3'05:41.2 | 50      |

Sztafeta mężczyzn 4 x 10 km
| Zawodnicy                                                            | Wyścig    | Wyścig  |
| Zawodnicy                                                            | Czas      | Miejsce |
| -------------------------------------------------------------------- | --------- | ------- |
| Julio Moreschi Norberto von Baumann Ricardo Holler Alejandro Baratta | 2'27:07.1 | 16      |

## Narciarstwo alpejskie

### Mężczyźni
| Zawodnik            | Konkurencja   | Wyścig 1          | Wyścig 1 | Wyścig 2     | Wyścig 2 | Łącznie           | Łącznie |
| Zawodnik            | Konkurencja   | Czas              | Miejsce  | Czas         | Miejsce  | Czas              | Miejsce |
| ------------------- | ------------- | ----------------- | -------- | ------------ | -------- | ----------------- | ------- |
| Américo Astete      | Zjazd         |                   |          |              |          | 2:01.60           | 54      |
| Enrique de Ridder   | Zjazd         |                   |          |              |          | 1:59.76           | 52      |
| Nicolas van Ditmar  | Zjazd         |                   |          |              |          | 1:58.86           | 49      |
| Jorge Birkner       | Zjazd         |                   |          |              |          | 1:54.92           | 45      |
| Nicolas van Ditmar  | Slalom gigant | Nie ukończył      | –        | –            | –        | Nie ukończył      | –       |
| Enrique de Ridder   | Slalom gigant | 1:38.49           | 53       | 1:41.33      | 53       | 3:19.82           | 52      |
| Jorge Birkner       | Slalom gigant | 1:33.82           | 48       | 1:34.18      | 45       | 3:08.00           | 46      |
| Fernando Enevoldsen | Slalom gigant | 1:33.82           | 48       | 1:34.45      | 46       | 3:08.27           | 47      |
| Fernando Enevoldsen | Slalom        | Zdyskwalifikowany | –        | –            | –        | Zdyskwalifikowany | –       |
| Américo Astete      | Slalom        | 1:04.90           | 42       | Nie ukończył | –        | Nie ukończył      | –       |
| Nicolas van Ditmar  | Slalom        | 1:02.30           | 39       | 58.18        | 24       | 2:00.48           | 24      |
| Jorge Birkner       | Slalom        | 1:00.85           | 37       | 55.70        | 19       | 1:56.55           | 22      |

### Kobiety
| Zawodniczka             | Konkurencja   | Wyścig 1          | Wyścig 1 | Wyścig 2 | Wyścig 2 | Łącznie           | Łącznie |
| Zawodniczka             | Konkurencja   | Czas              | Miejsce  | Czas     | Miejsce  | Czas              | Miejsce |
| ----------------------- | ------------- | ----------------- | -------- | -------- | -------- | ----------------- | ------- |
| Teresa Bustamante       | Zjazd         |                   |          |          |          | 1:21.62           | 30      |
| Geraldina Bobbio        | Slalom gigant | 1:21.90           | 48       | 1:25.61  | 41       | 2:47.51           | 41      |
| Gabriela Angaut         | Slalom gigant | 1:19.63           | 47       | 1:23.53  | 40       | 2:43.16           | 40      |
| Magdalena Birkner       | Slalom gigant | 1:17.64           | 46       | 1:22.06  | 39       | 2:39.70           | 39      |
| Teresa Bustamante       | Slalom gigant | 1:15.33           | 44       | 1:18.86  | 36       | 2:34.19           | 36      |
| Gabriela Angaut         | Slalom        | Zdyskwalifikowana | –        | –        | –        | Zdyskwalifikowana | –       |
| Magdalena Saint Antonin | Slalom        | Nie ukończyła     | –        | –        | –        | Nie ukończyła     | –       |
| Teresa Bustamante       | Slalom        | Nie ukończyła     | –        | –        | –        | Nie ukończyła     | –       |
| Magdalena Birkner       | Slalom        | 56.36             | 23       | 58.39    | 18       | 1:54.75           | 18      |